# Филип I (Фландрия)
Вижте пояснителната страница за други личности с името Филип I.
Филип I от Фландрия или Филип Елзаски (на френски: Philippe Ier de Flandre, Philippe d'Alsace; * 1143, † 1 юни 1191, при Акон) от Дом Шатеноа, е от 1168 до 1191 г. граф на Фландрия и чрез женитба (de iure uxoris) от 1167 до 1191 г. граф на Вермандоа и Валоа.

## Произход
Той е син на граф Дитрих Елзаски (1099 – 1168) и втората му съпруга Сибила Анжуйска (1112 – 1165), дъщеря на Фулк Йерусалимски.

## Управление
През отсъствието на баща му от 1157 до 1159 г. Филип управлява Фландрия и остава като съ-владетел.
През 1159 г. це жени за Елизабет (Мабила) (* 1143, † 26 март 1182), дъщеря на граф Рудолф I от Вермандоа, която през 1167 г. наследява Вермандоа от брат си Рудолф II.

### Борби за власт
От 1773 г. с брат си Матийо I Елзаски († 1173) и крал Луи VII от Франция той помага на Хенри Млади в бунта му против баща му английския крал Хенри II.

### Кръстоносни походи
От 1177 до 1179 г. Филип отива на кръстоносен поход в Светите земи, където отказва предложението за регентството на Йерусалимското кралство и участва в обсадата на Харим.
През 1180 г. той омъжва племенницата си Изабела от Хенегау за престолонаследника принц Филип II от Франция и ѝ преписва като зестра Артоа.
Филип се жени втори път през август 1183 г. за Матилда Португалска (Дона Тереза, 1157 – 1218), дъщеря на Афонсу I, първият крал на Португалия. И този брак е бездетен.
Филип участва в Третия кръстоносен поход, преди всичко при обсадата на Акра (1189 – 1191), където умира. Той е погребан в катедралата Св. Никола в Акон, по-късно вдовицата му го мести в манастир Клерво.

### Наследяване
Сестра му Маргарета и нейният съпруг Балдуин V от Хенегау наследяват Графство Фландрия.

## Галерия
- Филип Елзаски, изображение от Flandria Illustrata (1641)
- Печат на Филип Елзаски
- Дитрих, Филип, Балдуин VIII, Балдуин IX